# Tour de France 2013 – 15. etap
15. etap kolarskiego wyścigu Tour de France 2013 odbył się 14 lipca. Start etapu miał miejsce w miejscowości Givors, zaś meta na Mont Ventoux. Etap liczył 242,5 kilometra.
Zwycięzcą etapu został Chris Froome. Drugie miejsce zajął Nairo Quintana, a trzecie Mikel Nieve Iturralde.

## Premie
| Rodzaj | Rodzaj            | Miejscowość / Miejsce  | Kilometry (od startu) | Kilometry (do mety) |
| ------ | ----------------- | ---------------------- | --------------------- | ------------------- |
|        | Górska (IV kat.)  | Côte d'Eyzin-Pinet     | 20,5                  | 222,0               |
|        | Górska (IV kat.)  | Côte de Primarette     | 26,5                  | 216,0               |
|        | Górska (IV kat.)  | Côte de Lens-Lestang   | 44,5                  | 198,0               |
|        | Górska (III kat.) | Côte de Bourdeaux      | 143,0                 | 99,5                |
|        | Lotna             | Malaucène              | 208,0                 | 34,5                |
|        | Górska (HC)       | Mont Ventoux (1 912 m) | 242,5                 | 0,0                 |

### Wyniki na premiach
| Górska – Côte d'Eyzin-Pinet | Górska – Côte d'Eyzin-Pinet | Górska – Côte d'Eyzin-Pinet | Górska – Côte d'Eyzin-Pinet | Górska – Côte d'Eyzin-Pinet |
| Msc.                        | Zawodnik                    | Zespół                      | Punkty                      |                             |
| --------------------------- | --------------------------- | --------------------------- | --------------------------- | --------------------------- |
| 1.                          | Thomas De Gendt             | VCD                         | 1                           |                             |

| Górska – Côte de Primarette | Górska – Côte de Primarette | Górska – Côte de Primarette | Górska – Côte de Primarette | Górska – Côte de Primarette |
| Msc.                        | Zawodnik                    | Zespół                      | Punkty                      |                             |
| --------------------------- | --------------------------- | --------------------------- | --------------------------- | --------------------------- |
| 1.                          | Pierre Rolland              | EUC                         | 1                           |                             |

| Górska – Côte de Lens-Lestang | Górska – Côte de Lens-Lestang | Górska – Côte de Lens-Lestang | Górska – Côte de Lens-Lestang | Górska – Côte de Lens-Lestang |
| Msc.                          | Zawodnik                      | Zespół                        | Punkty                        |                               |
| ----------------------------- | ----------------------------- | ----------------------------- | ----------------------------- | ----------------------------- |
| 1.                            | Julien El Fares               | SOJ                           | 1                             |                               |

| Górska – Côte de Bourdeaux | Górska – Côte de Bourdeaux | Górska – Côte de Bourdeaux | Górska – Côte de Bourdeaux | Górska – Côte de Bourdeaux |
| Msc.                       | Zawodnik                   | Zespół                     | Punkty                     |                            |
| -------------------------- | -------------------------- | -------------------------- | -------------------------- | -------------------------- |
| 1.                         | Jérémy Roy                 | FDJ                        | 2                          |                            |
| 2.                         | Christophe Riblon          | A2R                        | 1                          |                            |

| Lotna – Malaucène | Lotna – Malaucène            | Lotna – Malaucène | Lotna – Malaucène | Lotna – Malaucène |
| Msc.              | Zawodnik                     | Zespół            | Punkty            |                   |
| ----------------- | ---------------------------- | ----------------- | ----------------- | ----------------- |
| 1.                | Peter Sagan                  | CAN               | 20                |                   |
| 2.                | Sylvain Chavanel             | OPQ               | 17                |                   |
| 3.                | Daryl Impey                  | OGE               | 15                |                   |
| 4.                | Wout Poels                   | VCD               | 13                |                   |
| 5.                | Jérémy Roy                   | FDJ               | 11                |                   |
| 6.                | Alberto Losada Alguacil      | KAT               | 10                |                   |
| 7.                | Markel Irizar                | RTL               | 9                 |                   |
| 8.                | Pierrick Fédrigo             | FDJ               | 8                 |                   |
| 9.                | Christophe Riblon            | A2R               | 7                 |                   |
| 10.               | André Greipel                | LTB               | 6                 |                   |
| 11.               | Mark Cavendish               | OPQ               | 5                 |                   |
| 12.               | José Joaquín Rojas Gil       | MOV               | 4                 |                   |
| 13.               | Imanol Erviti                | MOV               | 3                 |                   |
| 14.               | Jonathan Castroviejo Nicolás | MOV               | 2                 |                   |
| 15.               | Andrey Amador                | MOV               | 1                 |                   |

| Górska – Mont Ventoux (1 912 m) | Górska – Mont Ventoux (1 912 m) | Górska – Mont Ventoux (1 912 m) | Górska – Mont Ventoux (1 912 m) | Górska – Mont Ventoux (1 912 m) |
| Msc.                            | Zawodnik                        | Zespół                          | Punkty                          |                                 |
| ------------------------------- | ------------------------------- | ------------------------------- | ------------------------------- | ------------------------------- |
| 1.                              | Chris Froome                    | SKY                             | 50                              |                                 |
| 2.                              | Nairo Quintana                  | MOV                             | 40                              |                                 |
| 3.                              | Mikel Nieve Iturralde           | EUS                             | 32                              |                                 |
| 4.                              | Joaquim Rodríguez Oliver        | KAT                             | 28                              |                                 |
| 5.                              | Roman Kreuziger                 | TST                             | 24                              |                                 |
| 6.                              | Alberto Contador                | TST                             | 20                              |                                 |
| 7.                              | Jakob Fuglsang                  | AST                             | 16                              |                                 |
| 8.                              | Bauke Mollema                   | BEL                             | 12                              |                                 |
| 9.                              | Laurens ten Dam                 | BEL                             | 8                               |                                 |
| 10.                             | Jean-Christophe Péraud          | A2R                             | 4                               |                                 |

## Wyniki etapu
| Msc. | Zawodnik                 | Państwo           | Zespół                  | Czas       | Punkty |
| ---- | ------------------------ | ----------------- | ----------------------- | ---------- | ------ |
| 1.   | Chris Froome             | Wielka Brytania   | Sky Procycling          | 5h 48' 45” | 20     |
| 2.   | Nairo Quintana           | Kolumbia          | Movistar Team           | + 29”      | 17     |
| 3.   | Mikel Nieve Iturralde    | Hiszpania         | Euskaltel-Euskadi       | + 1' 23"   | 15     |
| 4.   | Joaquim Rodríguez Oliver | Hiszpania         | Katusha Team            | + 1' 23"   | 13     |
| 5.   | Roman Kreuziger          | Czechy            | Team Saxo-Tinkoff       | + 1' 40"   | 11     |
| 6.   | Alberto Contador         | Hiszpania         | Team Saxo-Tinkoff       | + 1' 40"   | 10     |
| 7.   | Jakob Fuglsang           | Dania             | Astana Pro Team         | + 1' 43"   | 9      |
| 8.   | Bauke Mollema            | Holandia          | Belkin Pro Cycling      | + 1' 46”   | 8      |
| 9.   | Laurens ten Dam          | Holandia          | Belkin Pro Cycling      | + 1' 53"   | 7      |
| 10.  | Jean-Christophe Péraud   | Francja           | Ag2r-La Mondiale        | + 2' 08”   | 6      |
| 11.  | Bart De Clercq           | Belgia            | Lotto-Belisol           | + 2' 12"   | 5      |
| 12.  | Michael Rogers           | Australia         | Team Saxo-Tinkoff       | + 2' 26”   | 4      |
| 13.  | Alejandro Valverde       | Hiszpania         | Movistar Team           | + 2' 32"   | 3      |
| 14.  | Daniel Martin            | Irlandia          | Garmin-Sharp            | + 2' 36”   | 2      |
| 15.  | Richie Porte             | Australia         | Sky Procycling          | + 2' 49”   | 1      |
| 16.  | Daniel Moreno Fernandez  | Hiszpania         | Katusha Team            | + 3' 06”   | —      |
| 17.  | Robert Gesink            | Holandia          | Belkin Pro Cycling      | + 3' 11"   | —      |
| 18.  | Michał Kwiatkowski       | Polska            | Omega Pharma-Quick Step | + 3' 14"   | —      |
| 19.  | Romain Bardet            | Francja           | Ag2r-La Mondiale        | + 3' 15"   | —      |
| 20.  | Maxime Monfort           | Belgia            | RadioShack-Leopard      | + 3' 31"   | —      |
| 21.  | Igor Antón               | Hiszpania         | Euskaltel-Euskadi       | + 4' 07"   | —      |
| 22.  | John Gadret              | Francja           | Ag2r-La Mondiale        | + 4' 56"   | —      |
| 23.  | Jan Bakelants            | Belgia            | RadioShack-Leopard      | + 5' 04"   | —      |
| 24.  | Jesús Hernández Blázquez | Hiszpania         | Team Saxo-Tinkoff       | + 6' 13"   | —      |
| 25.  | Andrew Talansky          | Stany Zjednoczone | Garmin-Sharp            | + 6' 38"   | —      |
| 26.  | Peter Velits             | Słowacja          | Omega Pharma-Quick Step | + 6' 44"   | —      |
| 27.  | Maxime Méderel           | Francja           | Sojasun                 | + 6' 44"   | —      |
| 28.  | Pierre Rolland           | Francja           | Team Europcar           | + 8' 39"   | —      |
| 29.  | Philippe Gilbert         | Belgia            | BMC Racing Team         | + 8' 46"   | —      |
| 30.  | Steve Morabito           | Szwajcaria        | BMC Racing Team         | + 8' 46"   | —      |

## Klasyfikacje po etapie

### Klasyfikacja generalna
| Msc. | Zawodnik                 | Państwo           | Zespół                     | Czas        |
| ---- | ------------------------ | ----------------- | -------------------------- | ----------- |
|      | Chris Froome             | Wielka Brytania   | Sky Procycling             | 61h 11' 43" |
| 2.   | Bauke Mollema            | Holandia          | Belkin Pro Cycling         | + 4' 14"    |
| 3.   | Alberto Contador         | Hiszpania         | Team Saxo-Tinkoff          | + 4' 25"    |
| 4.   | Roman Kreuziger          | Czechy            | Team Saxo-Tinkoff          | + 4' 28"    |
| 5.   | Laurens ten Dam          | Holandia          | Belkin Pro Cycling         | + 4' 54"    |
| 6.   | Nairo Quintana           | Kolumbia          | Movistar Team              | + 5' 47"    |
| 7.   | Jakob Fuglsang           | Dania             | Astana Pro Team            | + 6' 22"    |
| 8.   | Joaquim Rodríguez Oliver | Hiszpania         | Katusha Team               | + 7' 11"    |
| 9.   | Jean-Christophe Péraud   | Francja           | Ag2r-La Mondiale           | + 7' 47"    |
| 10.  | Michał Kwiatkowski       | Polska            | Omega Pharma-Quick Step    | + 7' 58"    |
| 11.  | Daniel Martin            | Irlandia          | Garmin-Sharp               | + 8' 28"    |
| 12.  | Michael Rogers           | Australia         | Team Saxo-Tinkoff          | + 9' 54"    |
| 13.  | Andrew Talansky          | Stany Zjednoczone | Garmin-Sharp               | + 12' 32"   |
| 14.  | Maxime Monfort           | Belgia            | RadioShack-Leopard         | + 13' 47"   |
| 15.  | Alejandro Valverde       | Hiszpania         | Movistar Team              | + 14' 42"   |
| 16.  | Cadel Evans              | Australia         | BMC Racing Team            | + 15' 40"   |
| 17.  | Mikel Nieve Iturralde    | Hiszpania         | Euskaltel-Euskadi          | + 18' 12"   |
| 18.  | Andy Schleck             | Luksemburg        | RadioShack-Leopard         | + 19' 14"   |
| 19.  | Daniel Moreno Fernandez  | Hiszpania         | Katusha Team               | + 21' 42"   |
| 20.  | Daniel Navarro           | Hiszpania         | Cofidis, Solutions Crédits | + 23' 36"   |

### Klasyfikacja punktowa
| Msc. | Zawodnik                     | Państwo           | Zespół                  | Punkty |
| ---- | ---------------------------- | ----------------- | ----------------------- | ------ |
|      | Peter Sagan                  | Słowacja          | Cannondale              | 377    |
| 2.   | Mark Cavendish               | Wielka Brytania   | Omega Pharma-Quick Step | 278    |
| 3.   | André Greipel                | Niemcy            | Lotto-Belisol           | 223    |
| 4.   | Marcel Kittel                | Niemcy            | Team Argos-Shimano      | 177    |
| 5.   | Alexander Kristoff           | Norwegia          | Katusha Team            | 157    |
| 6.   | José Joaquín Rojas Gil       | Hiszpania         | Movistar Team           | 145    |
| 7.   | Juan Antonio Flecha Giannoni | Hiszpania         | Vacansoleil-DCM         | 110    |
| 8.   | Michał Kwiatkowski           | Polska            | Omega Pharma-Quick Step | 101    |
| 9.   | Daryl Impey                  | Południowa Afryka | Orica GreenEDGE         | 91     |
| 10.  | Danny van Poppel             | Holandia          | Vacansoleil-DCM         | 87     |
| 11.  | Samuel Dumoulin              | Francja           | Ag2r-La Mondiale        | 72     |
| 12.  | Sylvain Chavanel             | Francja           | Omega Pharma-Quick Step | 70     |
| 13.  | Francesco Gavazzi            | Włochy            | Astana Pro Team         | 66     |
| 14.  | Juan José Lobato             | Hiszpania         | Euskaltel-Euskadi       | 65     |
| 15.  | Bauke Mollema                | Holandia          | Belkin Pro Cycling      | 64     |

### Klasyfikacja górska
| Msc. | Zawodnik                 | Państwo         | Zespół             | Punkty |
| ---- | ------------------------ | --------------- | ------------------ | ------ |
|      | Chris Froome             | Wielka Brytania | Sky Procycling     | 83     |
| 2.   | Nairo Quintana           | Kolumbia        | Movistar Team      | 66     |
| 3.   | Mikel Nieve Iturralde    | Hiszpania       | Euskaltel-Euskadi  | 53     |
| 4.   | Pierre Rolland           | Francja         | Team Europcar      | 51     |
| 5.   | Roman Kreuziger          | Czechy          | Team Saxo-Tinkoff  | 28     |
| 6.   | Joaquim Rodríguez Oliver | Hiszpania       | Katusha Team       | 28     |
| 7.   | Richie Porte             | Australia       | Sky Procycling     | 28     |
| 8.   | Jakob Fuglsang           | Dania           | Astana Pro Team    | 24     |
| 9.   | Bauke Mollema            | Holandia        | Belkin Pro Cycling | 20     |
| 10.  | Alberto Contador         | Hiszpania       | Team Saxo-Tinkoff  | 20     |
| 11.  | Alejandro Valverde       | Hiszpania       | Movistar Team      | 20     |
| 12.  | Blel Kadri               | Francja         | Ag2r-La Mondiale   | 16     |
| 13.  | Simon Clarke             | Australia       | Orica GreenEDGE    | 15     |
| 14.  | Thomas De Gendt          | Belgia          | Vacansoleil-DCM    | 15     |
| 15.  | Laurens ten Dam          | Holandia        | Belkin Pro Cycling | 14     |

### Klasyfikacja młodzieżowa
| Msc. | Zawodnik               | Państwo           | Zespół                     | Czas         |
| ---- | ---------------------- | ----------------- | -------------------------- | ------------ |
|      | Nairo Quintana         | Kolumbia          | Movistar Team              | 61h 17' 30"  |
| 2.   | Michał Kwiatkowski     | Polska            | Omega Pharma-Quick Step    | + 2' 11"     |
| 3.   | Andrew Talansky        | Stany Zjednoczone | Garmin-Sharp               | + 6' 45"     |
| 4.   | Romain Bardet          | Francja           | Ag2r-La Mondiale           | + 18' 03"    |
| 5.   | Arthur Vichot          | Francja           | FDJ.fr                     | + 49' 18"    |
| 6.   | Tejay van Garderen     | Stany Zjednoczone | BMC Racing Team            | + 54' 15"    |
| 7.   | Alexis Vuillermoz      | Francja           | Sojasun                    | + 58' 00"    |
| 8.   | Thibaut Pinot          | Francja           | FDJ.fr                     | + 59' 38"    |
| 9.   | Tom Dumoulin           | Holandia          | Team Argos-Shimano         | + 1h 06' 24" |
| 10.  | Tony Gallopin          | Francja           | RadioShack-Leopard         | + 1h 09' 22" |
| 11.  | Peter Sagan            | Słowacja          | Cannondale                 | + 1h 15' 39" |
| 12.  | Alexandre Geniez       | Francja           | FDJ.fr                     | + 1h 16' 15" |
| 13.  | Peter Kennaugh         | Wielka Brytania   | Sky Procycling             | + 1h 20' 45" |
| 14.  | Rudy Molard            | Francja           | Cofidis, Solutions Crédits | + 1h 22' 15" |
| 15.  | Jon Izaguirre Insausti | Hiszpania         | Euskaltel-Euskadi          | + 1h 23' 19" |

### Klasyfikacja drużynowa
| Msc. | Zespół                  | Państwo           | Czas         |
| ---- | ----------------------- | ----------------- | ------------ |
|      | Team Saxo-Tinkoff       | Dania             | 183h 01' 46" |
| 2.   | Belkin Pro Cycling      | Holandia          | + 3' 36"     |
| 3.   | Ag2r-La Mondiale        | Francja           | + 8' 03"     |
| 4.   | Movistar Team           | Hiszpania         | + 12' 15"    |
| 5.   | RadioShack-Leopard      | Luksemburg        | + 16' 19"    |
| 6.   | Katusha Team            | Rosja             | + 23' 42"    |
| 7.   | BMC Racing Team         | Stany Zjednoczone | + 39' 25"    |
| 8.   | Garmin-Sharp            | Stany Zjednoczone | + 45' 02"    |
| 9.   | Omega Pharma-Quick Step | Belgia            | + 52' 05"    |
| 10.  | Sky Procycling          | Wielka Brytania   | + 54' 40"    |